# Villino Berlingieri
Il Villino Berlingieri è un edificio di Napoli, ubicato in via Petronio a Santa Lucia.

## Storia
La costruzione fu progettata nel 1911, su commissione del barone Anselmo Berlingieri, da Arturo Tricomi, architetto che nel Borgo realizzò anche l'edificio residenziale di via Santa Lucia 27-39 e Palazzo Santa Lucia, attuale sede della Regione Campania.
L'edificio è stato restaurato entro il 1992 da Gaetano Borrelli Rojo per il suo adattamento a sede bancaria.

## Descrizione
Il villino è in stile eclettico e si eleva su due piani. La facciata su via Petronio è piuttosto scarna, essendo scandita dalle finestre incorniciate e dall'ingresso. La facciata su via Nazario Sauro presenta un'impostazione neorinascimentale, caratterizzata dalla loggia centrale ad arco.